# The Stylistics
The Stylistics est un groupe américain de RnB et de soul, originaire de Philadelphie, Pennsylvanie.

## Membres

### Membres actuels
- Airrion Love (depuis 1968)
- Herbie Murrell (depuis 1968)
- Harold Brown (depuis 2000)
- Jason Sharp (depuis 2011)

### Anciens membres
- Russell Thompkins, Jr. (1968–2000)
- James Smith (1968–1980)
- James Dunn (1968–1980)
- Raymond Johnson (1980–1986)
- Van Fields (2000–2011)

## Discographie

### Albums
| Year | Title                     | Chart positions | Chart positions | Chart positions | RIAA Certification |
| Year | Title                     | U.S. Pop        | U.S. R&B        | UK Albums Chart | RIAA Certification |
| ---- | ------------------------- | --------------- | --------------- | --------------- | ------------------ |
| 1971 | The Stylistics            | 23              | 3               | –               | Gold               |
| 1972 | Round 2                   | 32              | 3               | –               | Gold               |
| 1973 | Rockin' Roll Baby         | 66              | 5               | 42              | –                  |
| 1974 | Let's Put It All Together | 14              | 4               | 26              | Gold               |
| 1974 | Heavy                     | 43              | 8               | –               | –                  |
| 1975 | From the Mountain         | –               | –               | 36              | –                  |
| 1975 | Thank You Baby            | 72              | 9               | 5               | –                  |
| 1975 | You Are Beautiful         | 99              | 12              | 26              | –                  |
| 1976 | Fabulous                  | 117             | 32              | 21              | –                  |
| 1977 | Once Upon a Juke Box      | –               | 45              | –               | –                  |
| 1978 | In Fashion                | –               | 43              | –               | –                  |
| 1978 | Wonder Woman              | –               | –               | –               | –                  |
| 1979 | Love Spell                | –               | –               | –               | –                  |
| 1980 | Hurry Up This Way Again   | 127             | 11              | –               | –                  |
| 1981 | Closer Than Close         | –               | 44              | –               | –                  |
| 1982 | 1982                      | –               | –               | –               | –                  |
| 1984 | Some Things Never Change  | –               | 63              | –               | –                  |
| 1991 | Love Talk                 | –               | 65              | –               | –                  |
| 1992 | Christmas                 | –               | –               | –               | –                  |
| 1996 | Love Is Back in Style     | –               | –               | –               | –                  |

### Compilations
| Year | Title                                                           | Chart positions | Chart positions | Chart positions | RIAA Certification |
| Year | Title                                                           | U.S. Pop        | U.S. R&B        | UK Albums Chart | RIAA Certification |
| ---- | --------------------------------------------------------------- | --------------- | --------------- | --------------- | ------------------ |
| 1975 | The Best of the Stylistics                                      | 41              | 13              | 1               | Gold               |
| 1976 | The Best of the Stylistics Volume II                            | –               | –               | 1               | –                  |
| 1991 | The Greatest Hits of the Stylistics - Let's Put It All Together | –               | –               | 34              | –                  |
| 2005 | The Very Best of the Stylistics...and More!                     | –               | –               | –               | –                  |
| 2007 | The Very Best of the Stylistics                                 | –               | –               | 30              | –                  |

### Singles
| Year | Title                                                | Chart positions | Chart positions | Chart positions  | RIAA Certification |
| Year | Title                                                | U.S. Hot 100    | U.S. R&B        | UK Singles Chart | RIAA Certification |
| ---- | ---------------------------------------------------- | --------------- | --------------- | ---------------- | ------------------ |
| 1971 | "You're a Big Girl Now"                              | 73              | 7               | –                | Gold               |
| 1971 | "Stop, Look, Listen (To Your Heart)"                 | 39              | 6               | –                | –                  |
| 1971 | "You Are Everything"                                 | 9               | 10              | –                | Gold               |
| 1971 | "Betcha by Golly, Wow"                               | 3               | 2               | 13               | Gold               |
| 1972 | "People Make the World Go Round"                     | 25              | 6               | –                | –                  |
| 1972 | "I'm Stone in Love With You"                         | 10              | 4               | 9                | Gold               |
| 1973 | "Break Up to Make Up"                                | 5               | 5               | 34               | Gold               |
| 1973 | "You'll Never Get to Heaven (If You Break My Heart)" | 23              | 8               | –                | –                  |
| 1973 | "Peek-a-Boo"                                         | –               | –               | 35               | –                  |
| 1973 | "Rockin' Roll Baby"                                  | 14              | 3               | 6                | –                  |
| 1974 | "You Make Me Feel Brand New"                         | 2               | 5               | 2                | Gold               |
| 1974 | "Let's Put It All Together"                          | 18              | 8               | 9                | –                  |
| 1974 | "Heavy Fallin' Out"                                  | 41              | 4               | –                | –                  |
| 1975 | "Star on a TV Show"                                  | 47              | 13              | 12               | –                  |
| 1975 | "Thank You Baby"                                     | 70              | 7               | –                | –                  |
| 1975 | "Sing Baby Sing"                                     | –               | –               | 3                | –                  |
| 1975 | "Can't Give You Anything (But My Love)"              | 51              | 18              | 1                | –                  |
| 1975 | "Na-Na Is the Saddest Word"                          | –               | –               | 5                | –                  |
| 1975 | "Funky Weekend"                                      | 76              | 23              | 10               | –                  |
| 1976 | "Because I Love You, Girl"                           | –               | 43              | –                | –                  |
| 1976 | "You Are Beautiful"                                  | 79              | 17              | –                | –                  |
| 1976 | "Can't Help Falling in Love"                         | –               | 52              | 4                | –                  |
| 1976 | "Sixteen Bars"                                       | –               | –               | 7                | –                  |
| 1976 | "You'll Never Get to Heaven" (EP)                    | –               | –               | 24               | –                  |
| 1977 | "$7,000 and You"                                     | –               | –               | 24               | –                  |
| 1978 | "First Impressions"                                  | –               | 22              | –                | –                  |
| 1980 | Hurry Up This Way Again"                             | –               | 18              | –                | –                  |
| 1981 | "And I'll See You No More"                           | –               | 70              | –                | –                  |
| 1981 | "What's Your Name?"                                  | –               | 79              | –                | –                  |
| 1984 | "Give a Little Love for Love"                        | –               | 47              | –                | –                  |
| 1985 | "Some Things Never Change"                           | –               | 86              | –                | –                  |
| 1985 | "Love Is Not the Answer"                             | –               | –               | –                | –                  |
| 1991 | "Love Talk"                                          | –               | 68              | –                | –                  |
| 1992 | "Always on My Mind"                                  | –               | 89              | –                | –                  |